# 歷史也瘋狂
《歷史也瘋狂》（英語：History Must Be Crazy）是1991年香港亞洲電視製作的電視節目，由劉志榮、盧海鵬、李麗蕊、安德尊等主持，以搞笑形式細訴中外古代典故、名人故事、古代冷知識。節目在當時頗受歡迎，並得到香港教育家推荐。早期蕭亮也有參與其中，之後更加入更多藝員參與，如姜皓文、李菁、袁潔儀、歐錦棠、黃素歡、戴耀明等，發掘出不少搞笑能手。
《歷史也瘋狂》共有三輯，早期以短劇分輯數。曾經在1993年於本港台重播第一輯，也曾經外銷衛視中文台播放。
2013年4月25日於歲月留聲播放第1至第22集，並重新劃份輯數，不再以短劇作為輯數劃分。重新劃份輯數後，第23集開始變成現時的第二輯。
2014年在《歲月留聲精彩跨越500天》中播放第二輯其中五集，2015年7月底開始正式播放第二輯。

## 節目環節
- 《小太監週記》：李麗蕊（飾小太監）、盧海鵬（飾慈禧太后）主演的短劇
- 來龍去脈：介紹日常用品起源
- 搜神傳：介紹中國神話人物
- 歷史蠱惑檔案：介紹古代習俗制度，事物
- 古代七十二行：古代行業介紹，以及與現代相關行業比較
- 歷史香港地：介紹香港歷史事物
- 乜朝食乜餸：介紹食品起源
- 歷史通勝：介紹中國傳統節日起源
- 歷史風雲人物：介紹歷史名人
- 草葯的來源：介紹草葯的來源
- 俚語奇談：介紹俗語來源
- 歷史鄉里：介紹與香港有關的籍貫來源
- 水果的來源：介紹水果的來源